# Paul Lomami Tshibamba
Paul Lomami Tshibamba est un écrivain kino-congolais né en 1914 et mort en 1985. Son nom apparaît parfois sous la forme "Lomami-Tshibamba" ou, plus souvent depuis son séjour à Brazzaville et la réédition de Ngando chez Présence africaine à Paris : "Lomami Tchibamba".

## Biographie
D’un père originaire du Kasaï-Occidental et d’une mère ngbandi de l'Ubangi, Paul Lomami Tshibamba est né le 17 juillet 1914 à Brazzaville. Il passera toute sa vie entre les deux rives du fleuve Congo. En 1921, il rejoint Léopoldville avec son père, où il étudie à l’institut religieux St François-Xavier de Mbata-Kiela. Durant le séminaire, il se découvre un amour pour la littérature. Il apprécie les histoires de Jules Verne et les récits fantastiques d’Edgar Allan Poe.
À la suite de problèmes de surdité, il ne peut finir ses études et décide de se retirer loin de la ville, dans le calme. Mais peu de temps après, il décide de retourner à Léopoldville pour y travailler. C’est ainsi qu’il se retrouve en 1933, à la tête de la revue missionnaire des pères de Scheut, La Croix du Congo. Et finit par entrer un peu plus tard, dans la compagnie du chemin de fer de Thysville dans le Bas-Congo. En 1939, il entre au gouvernement général de la colonie comme dactylographe où il travaille dans plusieurs services, non sans rencontrer divers problèmes, dont témoignent ses lettres publiées. Il sera finalement démis de ses fonctions pour n'avoir pas repris son poste, par une ordonnance du 28 janvier 1952.
C’est en 1945, avec la création du journal La Voix du Congolais, publié par les Servives de l'Information du Gouvernement Général, que Lomami Tshibamba entre en scène. Il profite de son statut de rédacteur dans le journal pour écrire des articles très critiques envers l’administration coloniale belge : l'historiographie retient surtout un article intitulé "Quelle sera notre place dans le Congo de demain ?" (no 2, février 1945). Polémiste infatigable, il le sera jusque dans ses œuvres. Ainsi en 1948, lors du premier concours littéraire de la Foire coloniale, réservé aux œuvres provenant du Congo Belge ou du Ruanda-Urundi, son œuvre Ngando est primée; elle est en particulier soutenue à Bruxelles par Gaston-Denys Périer, infatigable promoteur de la culture congolaise en Belgique. L'historiographie, appuyée notamment sur des entretiens accordés à Pierre Haffner, rapporte que ses critiques répétées envers l’administration coloniale lui valent des attaques et des humiliations répétées à l'égard de sa personne et de ses écrits.
Très vexé, il décide de quitter Léopoldville pour s’installer de l’autre côté du fleuve Congo en 1952. Une fois à Brazzaville, il est nommé à la tête de la Revue Liaison qui fut à l’époque un tremplin pour des écrivains congolais comme Jean-Baptiste Tati Loutard, Tchicaya U Tam'si et Sylvain Bemba. C’est aussi à cette période qu’il commence une carrière politique : il occupe des postes importantes au Haut-Commissariat de l’Afrique Equatoriale Française. En 1956, il participe avec son ami l’écrivain Antoine Roger Bolamba, au Premier Congrès des écrivains et artistes noirs qui se déroule à Paris. Toujours tiraillé entre les deux rives du fleuve Congo, il décide en 1960, de retourner à Léopoldville et fonde le quotidien Le Progrès qui, plus tard, prendra le nom de Salongo.
En 1961, il part pour Luluabourg, la région d’origine de son père où il travaillera au sein du cabinet du gouverneur de la province jusqu’en 1963. Ses critiques envers les traditions ancestrales lui valent d'être traité comme un étranger et méprisé à Luluabourg. Il décide de retourner à Léopoldville pour s’y établir et s’éloigner du monde de la politique qui commence petit à petit à l’exaspérer. Il travaille d’abord comme chercheur à l’Office National de la Recherche et du Développement (l’ONRD), puis comme responsable administratif à l’Office Congolais du Tourisme. Les dictatures qui se sont installées après les indépendances n’ont pas été épargnées par les critiques de Paul Lomami Tshibamba. Certaines de ses œuvres inédites jusque-là, ont été publiées seulement quelques années avant sa mort grâce à certains de ses amis écrivains et des éditions soucieux de préserver la mémoire de la littérature francophone du Congo ainsi que celle de l’écrivain. Ngando, son œuvre la plus célèbre, sera rééditée d'abord en fac-similé par Klaus Reprint, puis au format de poche par Mukala Kadima-Nzuji, avec de légères modifications, chez Présence africaine en 1982, en coédition avec Lokolé à Kinshasa ; en 1989, elle sera éditée dans une traduction en lingala. 
Il meurt à Bruxelles en 1985. Un ensemble important d'archives laissées par l'écrivain a été acquis par les Archives et Musée de la Littérature à Bruxelles. La découverte de ce fonds a permis à Jean-Pierre Orban, qui dirigeait la collection "L'Afrique au cœur des Lettres", de publier des inédits, dont l'important roman intitulé Ah ! Mbongo et un club de littéraire en son honneur à Kinshasa.

## Œuvres

### Contes traditionnels, mythes, épopées
- « Légende de Londema suzeraine de Mitsoué-Ba-Ngomi », dans Ngando et autres récits, Paris – Kinshasa, Présence Africaine – Lokolé, 1982.

### Romans
- Ngando (Le crocodile). Prix littéraire de la Foire coloniale de Bruxelles 1948. [Précédé d'une Explication par G.-D. Périer, reproduisant une lettre de l'auteur sur sa vie, et d'un Avertissement au lecteur]. Bruxelles : G.A. Deny, 1948, 117 p.
- Ngemena : roman. Yaoundé : Ed. CLE, coll. Roman, 1981, 109 p. —  (ISBN 2-7235-0085-3).
- Ah ! Mbongo : roman. Préface de Alain Mabanckou. Notice biographique par Eliane Tchibamba. [Texte établi pour l'édition par Willem De Bondt. Notes et glossaires établis par Éliane Tchibamba et Likuma Mosa'Olongo]. Paris : L'Harmattan, coll. L'Afrique au cœur des lettres, 2007, 336 p.[1],[2],[3].
- La Saga des Bakoyo Ngombé et autres récits. Présentation et notes d'Antoine Tshitungu Kongolo. Edition établie par Claire Riffard et Jean-Pierre Orban, avec la collaboration de Lyvia Afui et Wim Debondt. Paris : L'Harmattan, coll. L'Afrique au cœur des lettres, 2014, 242 p.

### Récits et Nouvelles
- La récompense de la cruauté suivi de N’Gobila des Mswata, Kinshasa, Mont Noir, 1972.
- « Faire médicament », dans Ngando et autres récits, Paris, Présence Africaine – Lokolé, 1982 (1re éd. dans Cultures au Zaïre et en Afrique, Kinshasa, ONRD, 1975)[4].

### Articles
- « Concours littéraire – Les impressions d’un lauréat », La Voix du Congolais, 30, septembre 1948, p. 368-369.
- Explication à Ngando, Bruxelles, Georges A. Deny, s.d. [1948].
- « Quelle sera notre place dans le monde de demain ? », La Voix du Congolais, 2, mars-avril 1945, p. 47-51.

### Documents
- La voix critique d'un Congolais (1937-1952) [lettres et documents], in : Traces de la vie coloniale au Congo belge et au Ruanda-Urundi. Ed. par Jean-Claude Kangomba, et alii. Paris : L'Harmattan, 2017, p. 27-37.
- Pierre Haffner, "Une mémoire singulière : un entretien avec Paul Lomami Tshibamba  (1914-1985)", in : Papier blanc, encre noire. Cent ans de culture francophone en Afrique centrale (Zaïre, Rwanda et Burundi), éd. par Émile Van Balberghe et alii. Bruxelles : Labor, coll. Archives du Futur, 1992, 2 volumes, T.II, p. 301-323.

## Études, Essais, mémoires et thèses sur l'œuvre de l'auteur
- Ngando ou le réalisme merveilleux de Paul Lomami-Tshibamba. Africanistique, Petelo Nginamau, Centre de Linguistique Théorique et Appliquée(CELTA) (15). p. 116-133, 1987[5]
- Paul lomami Tshibamba, une fiche bibliographique, Huit Mulongo Kalonda, Recherches Linguistiques et Littéraires (5). p. 71-91, 1995[6].
- L'univers romanesque de l'œuvre littéraire de Lomami Tshibamba, Thèse et mémoire de diplôme, université de Lubumbashi, par Bondo Kabela Luvula, année académique 1983-1984[7].
- Lyvia Afui Nkili, L'Émergence de la littérature africaine dans l'espace public de l'Afrique Équatoriale Française (1950-1960) : le cas de la revue culturelle Liaison, Thèse de doctorat en Langues, littératures et civilisations. Dir. P. Halen, 1 vol., 401 p. [8]
- Pierre Halen, Secrète, l'Histoire ? Ngando de Lomami Tshibamba entre légende patrimoniale et parabole du pouvoir, in : Le Secret, motif et moteur de la littérature. éd. Chantal Zabus. Louvain-la-Neuve, Université Catholique de Louvain, 1999, p. 295-312..
- Pierre Halen, Relire “Ngando” de Paul Lomami-Tchibamba (1948), cinquante ans après, in : Les Littératures africaines de langue française à l'époque de la postmodernité : état des lieux et perspectives de la recherche, Hg. von Hans-Jürgen Lüsebrink und Katharina Städtler. Oberhausen, Athena-Verlag, 2004, p. 59-78.